# Baron (Oise)
Baron és un municipi francès, situat al departament de l'Oise i a la regió dels Alts de França. L'any 2007 tenia 780 habitants.

## Demografia

### Població
El 2007 la població de fet de Baron era de 780 persones. Hi havia 292 famílies de les quals 60 eren unipersonals (32 homes vivint sols i 28 dones vivint soles), 92 parelles sense fills, 116 parelles amb fills i 24 famílies monoparentals amb fills.
La població ha evolucionat segons el següent gràfic:
Habitants censats

### Habitatges
El 2007 hi havia 331 habitatges, 296 eren l'habitatge principal de la família, 15 eren segones residències i 20 estaven desocupats. 292 eren cases i 39 eren apartaments. Dels 296 habitatges principals, 221 estaven ocupats pels seus propietaris, 66 estaven llogats i ocupats pels llogaters i 9 estaven cedits a títol gratuït; 5 tenien una cambra, 19 en tenien dues, 50 en tenien tres, 65 en tenien quatre i 157 en tenien cinc o més. 242 habitatges disposaven pel capbaix d'una plaça de pàrquing. A 123 habitatges hi havia un automòbil i a 152 n'hi havia dos o més.

### Piràmide de població
La piràmide de població per edats i sexe el 2009 era:
| Homes | Edats   | Dones |
| ----- | ------- | ----- |
| 0     | 95 o +  | 0     |
| 0     | 90 a 94 | 4     |
| 8     | 85 a 89 | 0     |
| 0     | 80 a 84 | 8     |
| 4     | 75 a 79 | 12    |
| 8     | 70 a 74 | 12    |
| 8     | 65 a 69 | 24    |
| 16    | 60 a 64 | 8     |
| 28    | 55 a 59 | 24    |
| 40    | 50 a 54 | 44    |
| 12    | 45 a 49 | 36    |
| 40    | 40 a 44 | 4     |
| 32    | 35 a 39 | 28    |
| 28    | 30 a 34 | 44    |
| 28    | 25 a 29 | 48    |
| 16    | 20 a 24 | 20    |
| 40    | 15 a 19 | 8     |
| 28    | 10 a 14 | 16    |
| 32    | 5 a 9   | 16    |
| 36    | 0 a 4   | 28    |

## Economia
El 2007 la població en edat de treballar era de 534 persones, 408 eren actives i 126 eren inactives. De les 408 persones actives 382 estaven ocupades (215 homes i 167 dones) i 26 estaven aturades (11 homes i 15 dones). De les 126 persones inactives 51 estaven jubilades, 32 estaven estudiant i 43 estaven classificades com a «altres inactius».

### Ingressos
El 2009 a Baron hi havia 291 unitats fiscals que integraven 786 persones, la mediana anual d'ingressos fiscals per persona era de 25.126 €.

### Activitats econòmiques
Dels 41 establiments que hi havia el 2007, 1 era d'una empresa alimentària, 4 d'empreses de construcció, 13 d'empreses de comerç i reparació d'automòbils, 2 d'empreses de transport, 2 d'empreses d'hostatgeria i restauració, 1 d'una empresa d'informació i comunicació, 1 d'una empresa financera, 2 d'empreses immobiliàries, 7 d'empreses de serveis, 3 d'entitats de l'administració pública i 5 d'empreses classificades com a «altres activitats de serveis».
Dels 7 establiments de servei als particulars que hi havia el 2009, 1 era una oficina de correu, 1 guixaire pintor, 1 lampisteria, 1 empresa de construcció, 2 perruqueries i 1 restaurant.
Dels 5 establiments comercials que hi havia el 2009, 1 era una botiga de menys de 120 m², 1 una fleca, 1 una sabateria, 1 una botiga d'electrodomèstics i 1 una joieria.
L'any 2000 a Baron hi havia 9 explotacions agrícoles.

## Equipaments sanitaris i escolars
L'únic equipament sanitari que hi havia el 2009 era una farmàcia.
El 2009 hi havia una escola elemental integrada dins d'un grup escolar amb les comunes properes formant una escola dispersa.

## Poblacions més properes
El següent diagrama mostra les poblacions més properes.